# Картезианские размышления
«Картезианские размышления» (фр. Méditations cartésiennes, 1931; нем. Cartesianische Meditationen, 1950) — философский трактат Эдмунда Гуссерля, одна из основных его работ.
Книга выросла из двух 2-часовых докладов под названием «Введение в трансцендентальную феноменологию», прочитанных Гуссерлем 23 и 25 февраля 1929 года в Париже. Она была впервые опубликована в 1931 году в Париже на французском языке; первая публикация на немецком языке — в 1950 году в первом томе «Гуссерлианы».
Работа состоит из пяти размышлений.
Первые три размышления вкратце повторяют положения прежних Гуссерлевых работ: Гуссерль выдвигает проект построения феноменологии как универсальной науки об априорном, основанной на очевидности и задающей основу всякому познанию, путь к которой открывает трансцендентально-феноменологическая редукция. Лишь термины отличают излагаемое учение от имеющегося в предшествующих работах: то, что в «Идеях I» выступало под именами «ноэзис» и «ноэма», теперь чаще обозначается как «cogito» и «cogitatum».
Новый материал содержится в четвёртом и пятом размышлениях.
Критики более ранних работ Гуссерля упрекали его, во-первых, «в том, что в его учении о трансцендентальном субъекте не разработана чисто субъектная сторона последнего. В „Идеях чистой феноменологии“ много говорится об интенциональных объектах, но почти ничего не сказано о самом субъекте, которому они даны. Он выглядит слишком абстрактным, безличным, лишенным каких бы то ни было особенностей; он представляется не более чем точкой, из которой исходят интенциональные акты. Во-вторых, Гуссерлю поставили на вид, что его учение о трансцендентальном субъекте является не чем иным как солипсизмом». Эти вопросы и рассматриваются соответственно в четвёртом и пятом размышлениях.
Четвёртое размышление посвящено развитию учения о самом трансцендентальном субъекте.
Пятое размышление, наиболее объёмистое и существенное в книге, посвящено разработке проблемы Другого и интерсубъективного мира.

## Введение и Размышления I—III
Трансцендентальная феноменология, — говорит Гуссерль, — подхватывает импульс «Размышлений о первой философии» Декарта, чтобы, вернувшись к чистому ego cogito (к трансцендентальному субъекту, к очевидности), построить философию, нацеленную на объективно значимые результаты, «формирующую себя из последних самопроизводных очевидностей и потому абсолютно ответственную перед самой собой».
Как и в прежних работах, Гуссерль задаёт цель построения феноменологии как универсальной философии (универсальной онтологии) — всеобщей науки об априори, имеющей абсолютно строгое обоснование, относящейся к «всеобъемлющему единству сущего» и дающей обоснование всякой науке, всякому познанию. Феноменология определяется в данной работе Гуссерля как самоистолкование трансцендентального ego, показывающее, как оно конституирует в себе трансцендентное; как трансцендентальный идеализм — трансцендентальная теория познания (в отличие от традиционной, где основной проблемой является проблема трансцендентного, бессмысленная в феноменологии).
Всякое научное знание должно быть обоснованным [§ 4]. Первым методическим принципом, критерием действительности чего-либо является очевидность. Следовательно, необходимы первые очевидности, которые лягут в основу достоверного знания. Они должны быть аподиктичными.
В существовании мира можно усомниться — это не аподиктическая очевидность. Трансцендентально-феноменологическая редукция (эпохе́), делая мир лишь опытом, феноменом, обнаруживает что «естественному бытию мира… в качестве самого по себе более первичного бытия предшествует бытие чистого ego и его cogitationes» [§ 8], то есть сознания и потока переживаний сознания, взятых не как предметности, на которые они указывают, а сами по себе, и не как психические факты, а как сущности, пребывающие вне существования или несуществования. Это бытие ego cogito (трансцендентальной субъективности, «трансцендентального Я», «Я есмь») и его cogitationes — искомая аподиктическая очевидность. Однако на ней не следует останавливаться; нужно изучать дальнейшие абсолютные очевидности — «универсальную аподиктическую структуру опыта Я» [§ 12].

## Размышление IV
В четвёртом размышлении Гуссерль вычленяет из структуры сознания (ego / cogito / cogitatum) само трансцендентальное ego (чистое Я, трансцендентальную субъективность) и делает попытку исследовать его более подробно.
Принципиальным является разграничение понятий ego как такового и ego как монады.
Ego — это сам тождественный субъект, обладающий конституируемыми им содержаниями сознания, «мое я, которое переживает то или иное содержание, которое, оставаясь одним и тем же, проживает то или иное cogito». Более того, это чистое Я — «не пустой полюс тождественности», все мои акты откладываются в Я, в составляющие его самотождественность определения; Я — «тождественный субстрат неизменных особенностей Я».
Ego как монада — «ego, взятое в полной конкретности», не как полюс и субстрат переживаний, а как их совокупность, — «фактическое ego», которое «охватывает всю действительную и потенциальную жизнь сознания».

## Размышление V
Переживания сознания указывают не только на внешнюю по отношению к ним трансцендентность — реальные или идеальные интенциональные предметы. Мне также даны Другие — не только как психо-физические объекты, но и как познающие субъекты. Проблема Другого связана и с проблемой объективного мира, то есть мира, общего для каждого, — интерсубъективного мира. Для того чтобы понять, как в сознании конституируются Другие и интерсубъективный мир, следует провести специфическую редукцию, «выключающую» эти образования и сводящую опыт к сфере «моего собственного» — к первопорядковому миру.

### Первопорядковый мир (имманентная трансцендентность)
Оставаясь по-прежнему в установке трансцендентальной редукции, отметим, что поле опыта трансцендентального ego состоит из сферы «его собственного» и «другого». Под «другим» понимается другое ego и объекты, данные как интерсубъективные. (Следует помнить, что «всякий модус осознания „другого“, всякий способ его явления относится при этом к первой сфере», то есть другое не может быть дано мне само по себе, но лишь в моих переживаниях, — так же как интенциональный предмет (трансцендентное) может быть дан лишь в переживании сознания (в имманентном) [§ 45]).
Проведём определённую «тематическую эпохе́», устраняющую «другое по отношению ко мне», — редукцию «к собственной сфере ego», к «„моему собственному“ внутри горизонта моего трансцендентального опыта». То есть мы абстрагируемся от всякого смысла (ведь мы находимся в установке трансцендентальной редукции и имеем дело с чистыми смыслами, а не с действительностями), включающего другое. (Это совсем не то же самое, что феноменологическая редукция, сводящая всё к имманентному, к смыслу; другое — это не трансцендентное (интенциональный предмет), не всякая интенциональность направлена на другое.) Мы отвлекаемся от того, что люди и звери — субъекты, ego, и от того, что объекты существуют для каждого субъекта (то есть объективны, интерсубъективны). Объективное исчезает; остаётся природа, но уже не «для каждого», а лишь как «моё собственное».

«Если этот мир опыта редуцируется к миру, первопорядковым образом конституированному в отдельной душе, то он уже не есть более мир, принадлежащий каждому и получающий свой смысл из опыта всего человеческого сообщества в целом, но исключительно интенциональный коррелят жизненного опыта, протекающего в отдельной душе», остаётся Я как психофизическое существо и «природа как природа, соотнесенная лишь с моей собственной чувственностью» (§ 61).

Трансцендентность при этом не теряется (в пределах имманентности, конечно) — это первопорядковая (имманентная) трансцендентность — в модусе редукции к собственной сфере ego, без атрибута «другого». Этот трансцендентный, но ещё не объективный мир — первопорядковая сфера [§ 47]. «Этот мир включал в себя всю природу, редуцированную к природе, принадлежащей мне самому благодаря моей чистой чувственности, включая также психофизического человека (вместе с его душой), соответствующим образом редуцированного. Что касается природы, то в неё входили не только видимые, осязаемые и т. п., но и обладающие уже известной законченностью вещи как субстраты каузальных свойств, вместе с универсальными формами: пространством и временем». Это предмет изучения «солипсистски ограниченной эгологии, учения о первопорядковым образом редуцированном ego» — основы для «фундированной в ней интерсубъективной феноменологии».

### Объективный мир (объективная трансцендентность)
Над первопорядковым миром на его основе надстраивается второй уровень — «объективная трансцендентность», обладающая собственной сущностью, «каковая не есть моя собственная сущность». Теперь мой первопорядковый мир становится явлением объективного мира, «которому принадлежат все „другие ego“ и я сам». Причём конституируются не изолированные ego, а «сообщество монад», которое «конституирует один и тот же мир»; трансцендентальная интерсубъективность конституирует объективный мир, принадлежащий ей как имманентная трансцендентность [§ 48-49].

#### Другой
Другой не дан мне непосредственно, иначе бы он был моментом моей сущности, а не Другим (и принадлежал бы первопорядковому миру). Непосредственно в первопорядковом мире мне дано лишь одно живое тело (то есть тело, управляемое психическим субъектом, составляющим с этим телом психофизическое единство) — моё собственное. «Если теперь в моей первопорядковой сфере появляется некое выделенное тело, подобное моему, то есть устроенное так, что оно должно в явлении образовать пару с моим телом, то кажется без дальнейших разъяснений ясным, что при смысловом перенесении оно должно сразу же перенять смысл „живого тела“ от моего» [§ 51]. Другой дан опосредованно, в «аналогической апперцепции» («аналогизирующем восприятии», «аппрезентации»), — по аналогии с тем, как я сам дан себе в первопорядковом мире. Это именно апперцепция, а не аналогия как мыслительный вывод. (Подобным же образом мне дано моё прошлое: как трансцендирующая мою собственную сферу настоящего модификация моего Я.) Наблюдая поведение другого, я воспринимаю его как управляющего своим телом, испытывающего эмоции и т. д., то есть как психофизического субъекта, — по аналогии со мной. «…Это находящееся „там“ и принадлежащее моей сфере природное тело благодаря ассоциации, образующей пару с моим живым телом и психофизически правящим в нем Я, аппрезентирует в конституированной мной первопорядковой природе другое Я» [§ 55].

#### Интерсубъективная природа
Таким образом, появилась другая субъективность. Природа же осталась той же самой, единой, — нет никакой другой первопорядковой природы, отличной от моей — природы для Другого. Ведь аналогическая апперцепция Другого основана на простой перцепции его тела, наслаивается на неё, тело же его — часть моей первопорядковой природы: «смысл тождественности моей первопорядковой природы и другой природы, данной в аппрезентации, уже с необходимостью установлен благодаря самой аппрезентации и её необходимому единству с сопровождающей её презентацией (в силу которой некто „другой“ и, следовательно, его конкретное ego вообще существует для меня)». Тело Другого дано мне в моём первопорядковом мире, то есть как часть моей природы, оно аппрезентирует для меня другое Я, «при этом оно аппрезентирует прежде всего его управление этим, находящимся „там“, телом и через его посредство — являющейся ему в модусе восприятия природой — той самой природой, которой принадлежит это находящееся „там“ тело, то есть моей первопорядковой природой. Это та же самая природа, но только в модусе явления „как если бы я находился там, на месте другого живого тела“. Тело остается тем же самым, данным мне как находящееся „там“, ему — как находящееся „здесь“, как центральное тело. Далее, вся „моя“ природа — та же самая, что и природа „другого“».
Итак, появляется интерсубъективная природа — «первая форма объективности»: всякий природный объект приобретает теперь, помимо первопорядковой данности мне, второй слой — объективный, — становится объектом для каждого [§ 55].

#### Дальнейшие шаги
Далее, на более высоком уровне объективности, я и Другие уравниваемся, оказывается, что для Другого тоже есть другие, в том числе и я. Я перестаю быть центром, в котором конституируются Другие, становлюсь одним из них. «Сама открыто-бесконечная природа становится тогда такой природой, которая включает в себя, как субъектов возможного взаимодействия, неизвестно каким образом распределенных в бесконечном пространстве людей и вообще всех животных в их открытом многообразии» [§ 56].
Далее, существуют отдельные сообщества со своими отдельными культурами, представляющие друг для друга «других». «Здесь Я и моя культура являются первопорядковыми по отношению к любой другой культуре. Последняя доступна для меня и для моих собратьев по культуре лишь посредством своеобразного опыта „другого“, своего рода вчувствования в чуждое для меня культурное человеческое сообщество и в его культуру». Природа одна для всех, но культуры разные [§ 58].

#### Единство объективного мира
Возможно ли, что существуют несколько несвязанных сообществ монад, конституирующие несколько абсолютно разделённых миров? — Нет, — отвечает Гуссерль. «Ибо обе эти интерсубъективности не являются абсолютно изолированными; как мыслимые мной, они вступают в необходимое сообщество со мной как конституирующей их пра-монадой… Таким образом, они поистине принадлежат единственной, объемлющей и меня самого всеобщности, которая объединяет все монады и группы монад, мыслимые как сосуществующие. Поэтому в действительности может существовать только одно-единственное сообщество монад — сообщество, объединяющее все сосуществующие монады; и, следовательно, только один-единственный объективный мир, одно-единственное объективное время, одно-единственное объективное пространство, только одна природа».